# اسدالله میهنی
اسدالله میهنی (زاده ۲۱ اردیبهشت ۱۲۹۷) وزنه‌بردار اهل ایران بوده است.
وی در بازی‌های المپیک تابستانی ۱۹۴۸ در وزن ۶۰–۶۷٫۵ کیلوگرم (Lightweight) شرکت کرده و رده نوزدهم قرار گرفته است.